# Київська обласна рада
Київська обласна рада — є представницьким та Законодавчим  органомна території Київської Області Украіни місцевого самоврядування, що представляє спільні інтереси територіальних громад сіл, селищ, міст, у межах повноважень, визначених Конституцією України, Законом України «Про місцеве самоврядування в Україні» й іншими законами, а також повноважень, переданих їм сільськими, селищними, міськими радами.
Обласна рада складається з депутатів, обирається населенням Київської області терміном на п'ять років. Рада обирає постійні і тимчасові комісії. Обласна рада проводить свою роботу сесійно. Сесія складається з пленарних засідань і засідань її постійних комісій.

## Керівники області

### Голови Київської обласної ради
1. Плющ Іван Степанович — 3 квітня — 24 липня 1990
2. Сінько Василь Данилович — 25 вересня 1990 — березень 1992, червень 1992 — квітень 1998
3. Баранюк Микола Дмитрович — 14 квітня 1998 — листопад 2000, 6 вересня 2001 — 18 вересня 2003
4. Засуха Анатолій Андрійович — листопад 2000 — 6 вересня 2001, 9 грудня 2004 — 1 лютого 2005
5. Приймаченко Микола Іванович — 18 вересня 2003 — 9 грудня 2004, 1 лютого 2005 — 20 квітня 2006 в.о.
6. Майбоженко Володимир Володимирович — 20 квітня 2006 — 14 травня 2010
7. Качний Олександр Сталіноленович  — 14 травня 2010 — 27 лютого 2014
8. Бабенко Микола Вікторович — 27 лютого 2014 — 10 листопада 2015
9. Старикова Ганна Віталіївна — 10 листопада 2015 — 17 травня 2019
10. Стариченко Микола Анатолійович — 17 травня 2019  — 20 листопада 2020
11. Скляров Олександр Іванович — 27 листопада 2020 — 27 квітня 2021
12. Гунько Наталія Іванівна — 27 квітня 2021 — 8 травня 2023
13. Добрянський Ярослав Вікторович  — 8 травня 2023 — в.о.

### Голови Київського обласного виконавчого комітету
1. Василенко Марко Сергійович — 1932 — 1935 р.
2. в.о. Курач Микола Андрійович — 1937 − 1938 рр.
3. Старченко Василь Федорович — 1938 — грудень 1938 рр.
4. в.о. Кобзін Юхим Никифорович — грудень 1938 − 1939 рр.
5. Костюк Трохим Якович — 1940 − вересень 1941 рр.
6. Олійник Захар Федорович — листопад 1943 — 17 травня 1950 рр.
7. Бубновський Микита Дмитрович — 17 травня 1950 — 30 травня 1951 рр.
8. Стафійчук Іван Йосипович — 30 травня 1951 — 12 січня 1963 рр., грудень 1964 — 29 березня 1967 рр.
9. Яремчук Григорій Филимонович — 12 січня 1963 — 1 грудня 1964 рр.(промислового)
10. Лисенко Іван Петрович — 9 березня 1963 — 12 грудня 1964 рр.(сільського), 29 березня 1967 — 25 грудня 1984 рр.
11. Плющ Іван Степанович — 25 грудня 1984 — 3 квітня 1990 рр.
12. Сінько Василь Данилович — 3 квітня 1990 — березень 1992 р.

## Депутати, склад депутатських фракцій і постійних комісій

### VIII скликання
Список депутатів обласної ради VIII скликання (з 2020 року) становить 84 особи.                                                                                                                                      
1. Багнюк Валентин Віталійович
2. Балагура Олег Вікторови
3. Барановська Валерія Валеріївна
4. Білий Борис Володимирович
5. Бойко Галина Миколаївна
6. Браславський Руслан Георгійович
7. Буковський Роман Володимирович
8. Ващішин Тарас Ігорович
9. Вихор Станіслав Анатолійович
10. Волинець Олександр Леонідович
11. Геращенко Вадим Олексійович
12. Глиняний Леонід Петрович
13. Горковенко Володимир Валентинович
14. Громадецький Олександр Миколайович
15. Гудзенко Віталій Іванович
16. Гунько Наталія Іванівна
17. Даценко Тетяна Валеріївна
18. Денисенко Віталій Миколайович
19. Добрянський Ярослав Вікторович
20. Дьомін Денис Сергійович
21. Єрко Галина Георгіївна
22. Жукотанський Дмитро Олександрович
23. Ксьонзенко Валерій Петрович
24. Засуха Андрій Анатолійович
25. Іваненко Олег Валерійович
26. Ільєнко Вікторія Володимирівна
27. Карлюк Віталій Іванович
28. Карнаух Наталія Вікторівна
29. Кисельова Марія Сергіївна
30. Колодій Олександр Миколайович
31. Колтунов Ігор Сергійович
32. Корбан Олег Борисович
33. Косташ Олег Анатолійович
34. Костін Тарас Вікторович
35. Кріпак Андрій Петрович
36. Кузьменко Руслан Олександрович
37. Левітас Ігор Маркович
38. Левченко Сергій Олександрович
39. Леляк Олександр Іванович
40. Мартиновський Олександр Валерійович
41. Мепарішвілі Хвича Нодарович
42. Мєшков Олексій Михайлович
43. Москаленко Юліан Олександрович
44. Москаленко Ярослав Миколайович
45. Мутель Олександр Михайлович
46. Одинець Владислав Іванович
47. Онопрієнко-Капустіна Наталія Василівна
48. Павлушко Юрій Іванович
49. Панченко Ірина Сергіївна
50. Пасічнюк Вадим Олександрович
51. Перінська Оксана Петрівна
52. Пещерін Андрій Євгенович
53. Пироговський Олександр Юрійович
54. Піцик Григорій Віталійович
55. Поляруш Олександр Олексійович
56. Пономарьова Леоніда Андріївна
57. Потрясаєв Сергій Олексійович
58. Притуляк Олег В'ячеславович
59. Сабадаш Володимир Іванович
60. Савчук Юрій Степанович
61. Самойленко Тетяна Володимирівна
62. Сапожко Марина Анатоліївна
63. Світовенко Віктор Вікторович
64. Скляров Олександр Іванович
65. Семенова Тетяна Миколаївна
66. Семергей Станіслав Олександрович
67. Січевий Денис Валерійович
68. Скрипник Ольга Василівна
69. Слепцов Геннадій Володимирович
70. Старикова Ганна Віталіївна
71. Татоян Арташес Гарнікович
72. Тимофійчук Володимир Павлович
73. Титикало Роман Сергійович
74. Удовиченко Володимир Петрович
75. Фещенко Андрій Вікторович
76. Цагареішвілі Георгій
77. Цаплієнко Олег Ігорович
78. Чередніченко Юрій Анатолійович
79. Швець Ірина Миколаївна
80. Шевченко Марія Ігорівна
81. Шеремета Віктор Васильович
82. Шкуро Алла Миколаївна
83. Шубко Інна Василівна
84. Шуст Олена Анатоліївна

### VII скликання
Солідарність (22)

     ВО «Батьківщина» (16)

     Об'єднання «Самопоміч» (10)

     Радикальна партія Олега Ляшка (9)

     ВО «Свобода» (7)

     УКРОП (7)

     Наш край (7)

     Опозиційний блок (6)
Список депутатів обласної ради VII скликання (з 2015 року) становить 84 особи:
1. Бабій Ольга Андріївна
2. Багнюк Валентин Віталійович
3. Балагура Олег Вікторович
4. Береза Світлана Василівна
5. Бігарі Наталія Володимирівна
6. Боднар Володимир Михайлович
7. Бойко Галина Миколаївна
8. Борисенко Денис Валерійович
9. Боровська Наталя Вікторівна
10. Будюк Сергій Миколайович
11. Буковський Роман Володимирович
12. Бунін Сергій Валерійович
13. Волинець Олександр Леонідович
14. Глиняний Леонід Петрович
15. Горган Олександр Любомирович
16. Гринчук Віктор Васильович
17. Гунько Наталія Іванівна
18. Даниленко Анатолій Степанович
19. Дворник Микола Григорович
20. Джужик Леонід Петрович
21. Добрянський Ярослав Вікторович
22. Домбровський Ігор Ростиславович
23. Дорошенко Олексій Олександрович
24. Ерікян Давід Мартікович
25. Єрко Галина Георгіївна
26. Запаскін Максим Романович
27. Іваненко Олег Валерійович
28. Карлюк Віталій Іванович
29. Кармазін Сергій Вікторович
30. Качний Олександр Сталіноленович
31. Киреєва Вікторія Станіславівна
32. Кищук Олег Євгенович
33. Ксьонзенко Валерій Петрович
34. Кудлай Іван Миколайович
35. Кузьменко Руслан Олександрович
36. Леляк Олександр Іванович
37. Лисак Станіслав Володимирович
38. Лірник Гліб Андрійович
39. Лук'яненко Мар'яна Анатоліївна
40. Луценко Віктор Миколайович
41. Ляшенко Микола Миколайович
42. Мазурко Максим Олександрович
43. Майбоженко Володимир Володимирович
44. Мефодій Олександр Григорович
45. Мороз Петро Микитович
46. Музиченко Наталія Анатоліївна
47. Нестеров Денис Юрійович
48. Нич Тимофій Михайлович
49. Нігруца Олександр Петрович
50. Одинець Владислав Іванович
51. Опенько Юрій Анатолійович
52. Павленко Олександр Іванович
53. Парцхаладзе Лев Ревазович
54. Пещерін Андрій Євгенович
55. Поліщук Станіслав Михайлович
56. Поляруш Олександр Олексійович
57. Сабій Ігор Михайлович
58. Світовенко Віктор Вікторович
59. Семенова Тетяна Миколаївна
60. Сімановський Олександр Володимирович
61. Сімутін Роман Вікторович
62. Сіренко Михайло Миколайович
63. Сіренко Олександр Олександрович
64. Скрипа Василь Ілліч
65. Соболєв В'ячеслав Олександрович
66. Старикова Ганна Віталіївна
67. Стариченко Микола Анатолійович
68. Ступак Іван Іванович
69. Титикало Роман Сергійович
70. Тищенко Григорій Дмитрович
71. Удовиченко Володимир Петрович
72. Федорченко Сергій Миколайович
73. Фурдичка Микола Григорович
74. Хахулін Владислав Костянтинович
75. Хмельницький Вячеслав Вікторович
76. Цагареішвілі Георгій
77. Цвик Василь Вікторович
78. Чередніченко Юрій Анатолійович
79. Чубук Євген Олександрович
80. Шандра Володимир Миколайович
81. Шахар'янц Армен Мушегович
82. Швидкий Микола Андрійович
83. Юрович Наталія Миколаївна
84. Яременко Сергій Володимирович

### VI скликання
Список депутатів обласної ради VI скликання (з 2010 року) становить 148 осіб.
1. Аврамич Борис Анатолійович
2. Адаріч Олександр Євгенійович
3. Ареф'єв Сергій Сергійович
4. Бабенко Микола Вікторович
5. Бабич Дмитро Олексійович
6. Бадаєв Руслан Геннадійович
7. Бакулін Євген Миколайович
8. Балюк Олег Володимирович
9. Башун Вадим Васильович
10. Бенюк Богдан Михайлович
11. Бойко Віктор Олексійович
12. Бойко Юрій Анатолійович
13. Бомчак Сергій Іванович
14. Бондаренко Григорій Іванович
15. Борзило Ігор Миколайович
16. Бутник Віктор Григорович
17. Вайсфельд Леонід Аронович
18. Велікін Олег Маркович
19. Вітер Максим Кононович
20. Галуненко Олександр Васильович
21. Гардецька Світлана Олександрівна
22. Гелевей Олег Іванович
23. Головін Євген Анатолійович
24. Голуб Руслан Тарасович
25. Горбик Володимир Миколайович
26. Горбунов Валентин Валентинович
27. Горовенко Михайло Олексійович
28. Гріненко Юрій Олександрович
29. Губський Віктор Григорович
30. Гудзенко Віталій Іванович
31. Даниленко Анатолій Степанович
32. Даниленко Валентина Петрівна
33. Демиденко Володимир Юрійович
34. Добрянський Ярослав Вікторович
35. Долганов Андрій Вадимович
36. Дудка Володимир Володимирович
37. Єрко Георгій Миколайович
38. Жигалло Володимир Костянтинович
39. Забела Юрій Володимирович
40. Загуменна Тетяна Михайлівна
41. Іванченко Олена Вікторівна
42. Іванюта Павло Миколайович
43. Іллєнко Андрій Юрійович
44. Іщук Михайло Михайлович
45. Каленик Олег Іванович
46. Каленічий Сергій Іванович
47. Канакі Сергій Олександрович
48. Каплун Микола Степанович
49. Канюра Олександр Андрійович
50. Качний Олександр Сталіноленович
51. Квят В'ячеслав Петрович
52. Клименко Борис Степанович
53. Коваль Вадим Олександрович
54. Коваль Володимир Іванович
55. Колодій Олександр Геннадійович
56. Корнійчук Микола Петрович
57. Крейнін Дмитро Олександрович
58. Кривцов Валерій Васильович
59. Крутько Володимир Олексійович
60. Крупчак Володимир Ярославович
61. Кубицький Віталій Степанович
62. Кудряшов Володимир Михайлович
63. Кунгурцева Вікторія Григорівна
64. Кушніков Вадим Васильович
65. Левченко Олександр Миколайович
66. Литвин Вадим Валентинович
67. Литовченко Павло Володимирович
68. Мазепа Сергій Володимирович
69. Макаренко Михайло Васильович
70. Максименко Володимир Миколайович
71. Марисенко Вадим Миколайович
72. Мельник Максим Петрович
73. Мепарішвілі Хвича Нодарович
74. Міщенко Михайло Георгійович
75. Москаленко Ярослав Миколайович
76. Мостіпан Олександр Олексійович
77. Мохаммад Хані Омран Алі
78. Мохник Андрій Володимирович
79. Одинець Владислав Іванович
80. Окіс Олександр Ярославович
81. Онищенко Олександр Романович
82. Онука Володимир Володимирович
83. Опадчий Ігор Михайлович
84. Осипенко Ігор Іванович
85. Павленко Вадим Георгійович
86. Павленко Володимир Петрович
87. Павленко Олександр Іванович
88. Павліна Олена Миколаївна
89. Павлов Юрій Анатолійович
90. Палатний Артур Леонідович
91. Пасічник Андрій Михайлович
92. Петренко Павло Дмитрович
93. Пироговський Олександр Юрійович
94. Пірський Руслан Олександрович
95. Подашевська Тетяна Леонтіївна
96. Покотило Олександр Володимирович
97. Поліщук Станіслав Михайлович
98. Полочанінов Володимир Геннадійович
99. Поплавський Михайло Михайлович
100. Потійко Юрій Алійович
101. Присяжнюк Анатолій Йосипович
102. Присяжнюк Олександр Анатолійович
103. Пташник Микола Федорович
104. Радіонов Дмитро Васильович
105. Ратніков Дмитро Геннадійович
106. Резніченко Анатолій Леонідович
107. Редько Роман Васильович
108. Ременник Олег Ісакович
109. Ременюк Микола Андрійович
110. Савенко Олександр Миколайович
111. Семко Наталія Григорівна
112. Сиротін Володимир Геннадійович
113. Сіваков Леонід Миколайович
114. Сігал Юлія Олександрівна
115. Сіренко Олександр Олександрович
116. Смірнова Мирослава Михайлівна
117. Скуратовський Сергій Іванович
118. Сокирко Петро Олександрович
119. Сосновський Ігор Святославович
120. Стариченко Микола Анатолійович
121. Стасюк Юрій Петрович
122. Степахно Анатолій Володимирович
123. Страхар Олег Володимирович
124. Танцюра Леонід Олексійович
125. Тимченко Володимир Григорович
126. Тітов Віталій Іванович
127. Толстоножко Олег Олександрович
128. Урупа Микола Миколайович
129. Устенко Сергій Петрович
130. Фурдичка Микола Григорович
131. Ханенко Святослав Михайлович
132. Хобта Лариса Юріївна
133. Цвик Василь Вікторович
134. Центило Леонід Васильович
135. Цируль Павло Іванович
136. Цікаленко Юрій Володимирович
137. Чередніченко Юрій Анатолійович
138. Чернецький Олег Валентинович
139. Чечет Володимир Володимирович
140. Шафаренко Анатолій Миколайович
141. Швидкий Едуард Анатолійович
142. Шевченко Олександр Олександрович
143. Шевченко Павло Валерійович
144. Шевчук Євгенія Іванівна
145. Шеремета Віктор Васильович
146. Шилов Іван Петрович
147. Шкирта Іван Іванович
148. Шубко Інна

## Постійні комісії Київської обласної ради
- Постійна комісія з питань розвитку місцевого самоврядування, громад, регламенту, депутатської діяльності, законності, правопорядку, взаємодії з правоохоронними органами та запобігання корупції
- Постійна комісія з питань соціально-економічного розвитку, промисловості, підприємництва, агропромислового комплексу, торгівлі, регуляторної, інноваційно-інвестиційної політики, зовнішньо-економічних зв’язків та фінансового забезпечення розвитку області
- Постійна комісія з питань бюджету та фінансів
- Постійна комісія з питань управління комунальною власністю, приватизації, житлово-комунального господарства та впровадження енергозберігаючих технологій
- Постійна комісія з питань екології, природокористування, земельних відносин, водних ресурсів, ліквідації наслідків аварії на ЧАЕС та надзвичайних ситуацій
- Постійна комісія з питань капітального будівництва, архітектури, транспорту, зв’язку, паливно-енергетичного забезпечення та розвитку інфраструктурних об’єктів
- Постійна комісія з питань освіти, науки, свободи слова, ЗМІ, культури, духовності та релігії
- Постійна комісія з питань охорони здоров’я, материнства, дитинства, соціального захисту населення та пенсіонерів
- Постійна комісія з питань сім’ї, молодіжної політики, фізичної культури, спорту та туризму[3]

## Діяльність та здобутки Київської обласної ради
- За 2016 рік було скликано 8 сесій, відбулось 14 пленарних засідань та 12 засідань Президій Київської обласної ради, на яких було прийнято 194 рішення.
- Проведено 193 засідання профільних постійних комісій Київської обласної ради, де розглянуто 1104 питання.
- Здійснювалась реалізація 37-ми Київських обласних комплексних і цільових програм.
- Одним з найважливіших напрямків роботи Київської обласної ради було впорядкування питань управління комунальною власністю об'єднаної громади Київської області. Задля цього, в структурі виконавчого апарату Ради створено управління з питань комунальної власності та житлово-комунального господарства. До спільної власності територіальних громад області у 2016 році прийнято 143 підприємства, установи та організації, що володіють близько 2000 об'єктів нерухомого майна загальною площею 600 000 кв. м.
- У цьому ж році, за ініціативи Голови Київської обласної ради, було організовано два масштабні Форуми в рамках реформи децентралізації «Децентралізація — шлях до розвитку самоврядування»: «Боротьба з корупцією» та «Розвиток медичної галузі».

- У 2017 році було проведено  8 пленарних засідань, з них 5 чергових та 3 позачергові сесії, на яких було прийнято 151 рішення.
- Проведено 131 засідання профільних постійних комісій Київської обласної ради, де розглянуто 1052 питання, у тому числі 473 сесійні.
- В цьому році, обласною радою прийнято 49 обласних програм та започатковано новий формат роботи — виїзне засідання голів фракцій. Перше таке засідання пройшло у місті Біла Церква.
- За ініціативи Київської обласної ради, було проведено засідання по обговоренню проектів Програм утилізації твердих побутових відходів.
- Для зручності мешканців області та оперативного вирішення їх питань, при відділі звернення громадян створено гарячу лінію «Телефон довіри», який працює щоденно в робочий час